# Közigazgatásilag egyelőre egyesített vármegye
Közigazgatásilag egyelőre egyesített (k.e.e.) vármegyék Magyarország egyes területein a vármegyékkel azonos jogállású, a magyar politika revíziós törekvéseit elnevezésükben is kifejező közigazgatási egységek voltak 1923–1945 között. Létrehozásukra első ízben az 1923. évi XXXV. tc. rendelkezései alapján került sor, és az Ideiglenes Nemzeti Kormány 4330/1945. M.E. számú rendelete alapján szűntek meg véglegesen.
A fent említett törvény az elnevezésben – a politikai céllal összhangban – következetesen többes számot használ (például Nógrád és Hont k.e.e. vármegyék), a közbeszédben és a későbbi jogszabályok szövegében azonban inkább a valós viszonyoknak megfelelő egyes szám (például Nógrád és Hont k.e.e. vármegye) volt jellemző.

## Történetük
|  |  |  |

A megyei beosztás felülvizsgálatát a 20-as évek elején elkerülhetetlenné tette, hogy a trianoni békeszerződés következtében számos vármegye területének csupán kisebb-nagyobb darabja maradt Magyarország területén, amelyek alkalmatlanok voltak a törvények által a megyékre rótt feladatok ellátására, illetve nem feleltek meg a közigazgatás hatékonyabb területi szervezéséhez sem. A kor közéletében azonban nagy jelentősége volt annak, hogy a csonka ország politikai berendezkedése lehetőleg minden tekintetben megőrizze a revíziós törekvéseket kifejező elemeket. Ez volt az oka annak, hogy bár komoly tudományos műhelyek több javaslatot is tettek rá[forrás?], mégsem került sor a közigazgatási beosztás átfogó reformjára.
A törvényhozás ehelyett 1923-ban azt a megoldást választotta, hogy a korábbi vármegyei határokat lényegében érintetlenül hagyva a legkisebb csonka megyék önkormányzati és közigazgatási szerveit összevonta, és az így kialakított területi egységek számára a közigazgatásilag egyelőre egyesített (k.e.e.) vármegye elnevezést állapította meg. Ezek az elnevezésen kívül minden egyéb tekintetben úgy viselkedtek, mintha tényleges egyesítésre került volna sor, így például a járási beosztásnak sem kellett tekintettel lennie a korábbi megyehatárokra.
1923-ban eredetileg hét k.e.e. vármegye létrehozására került sor 17 korábbi vármegye területeiből, majd 1938–39-ben az országhatárok változásai nyomán az eredeti k.e.e. vármegyék egy része megszűnt, illetve az újonnan Magyarországhoz csatolt területeken néhány újat is létrehoztak.
A második világháború végén megkötött fegyverszüneti megállapodás alapján 1945-ben visszatértek az 1923–1938 közötti 25 megyés beosztáshoz. Az 1923-ban létrehozott hét k.e.e. vármegyék helyett ténylegesen egyesített megyéket hoztak létre és egyszerűsítették elnevezésüket.

## Lista

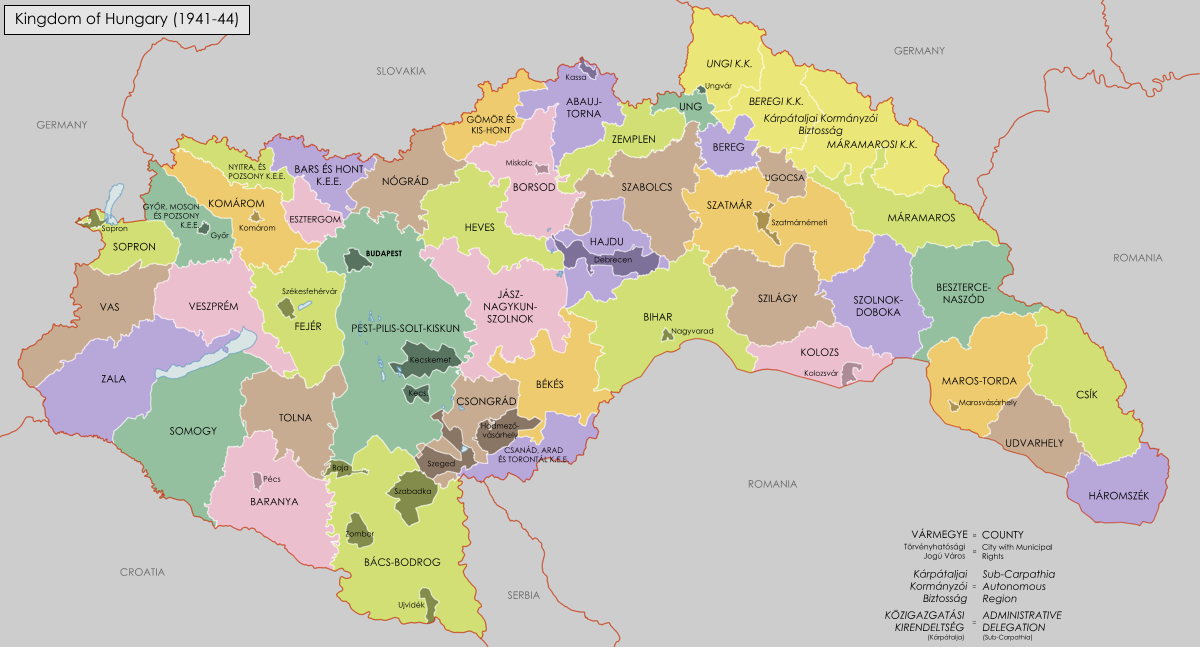
Magyarország 1941 és 1944 között

(Kék színnel kiemelve az első bécsi döntés után létrejött k.e.e. vármegyék.)
| Név                      | Székhely       | Alakult | Megszűnt | Egyesített megyék           | Elnevezés 1945–1950 között |
| ------------------------ | -------------- | ------- | -------- | --------------------------- | -------------------------- |
| Bars és Hont             | Léva           | 1938    | 1945     | - Bars - Hont               | –                          |
| Bereg és Ugocsa          | Beregszász     | 1938    | 1940     | - Bereg - Ugocsa            | –                          |
| Borsod, Gömör és Kishont | Miskolc        | 1923    | 1938     | - Borsod - Gömör és Kishont | Borsod-Gömör               |
| Csanád, Arad és Torontál | Makó           | 1923    | 1945     | - Arad - Csanád - Torontál  | Csanád                     |
| Győr, Moson és Pozsony   | Győr           | 1923    | 1945     | - Győr - Moson - Pozsony    | Győr-Moson                 |
| Komárom és Esztergom     | Esztergom      | 1923    | 1938     | - Esztergom - Komárom       | Komárom-Esztergom          |
| Nógrád és Hont           | Balassagyarmat | 1923    | 1938     | - Hont - Nógrád             | Nógrád-Hont                |
| Nyitra és Pozsony        | Érsekújvár     | 1938    | 1945     | - Nyitra - Pozsony          | –                          |
| Szabolcs és Ung          | Nyíregyháza    | 1923    | 1938     | - Szabolcs - Ung            | Szabolcs                   |
| Szatmár, Ugocsa és Bereg | Mátészalka     | 1923    | 1938     | - Bereg - Szatmár - Ugocsa  | Szatmár-Bereg              |